# NGC 4841
NGC 4841 este o liner situată în constelația Părul Berenicei. A fost descoperită în  de către William Herschel. Se află la o distanță de 89,95 de megaparseci de Pământ.